# Shamal
Shamal  is het zevende album van de Frans/Britse spacerockband Gong. Het is de eerste elpee van Gong zonder Gilli Smyth en Daevid Allen en bevat maar weinig meer van hun psychedelische spacerock. Gong staat nu onder leiding van Pierre Moerlen en Didier Malherbe en het album vormt een overgang naar de jazzfusion op hun latere albums met de groep. De opnamen van Steve Hillage zijn uit december; de anderen uit januari. In december was Hillage nog een vast kernlid, daarna alleen op freelance-basis. Gong in deze samenstelling is een aanloop naar Pierre Moerlen's Gong.
Alhoewel de muziek niets met de originele muziek van Gong te maken heeft, werd het wel een van de meest succesvolle albums van de groep. De gong is een paar keer nadrukkelijk te horen op het album; dat is voor het eerst en ook voor het laatst.

## Nummers
| Nr. | Titel                | Schrijver(s)               | Duur |
| --- | -------------------- | -------------------------- | ---- |
| 1.  | Wingful of Eyes      | Mike Howlett               | 6:20 |
| 2.  | Chandra              | Patrice Lemoine, Howlett   | 7:18 |
| 3.  | Bambooji             | Didier Malherbe            | 5:11 |
| 4.  | Cat in Clark's Shoes | Malherbe, Lemoine, Howlett | 8:50 |
| 5.  | Mandrake             | Pierre Moerlen             | 3:03 |
| 6.  | Shamal               | Gong                       | 9:54 |

## Musici
- Patrice Lemoine: piano, orgel, synthesizer
- Didier Malherbe: saxofoons, fluit, zang
- Pierre Moerlen: drums, vibrafoon, buisklokken
- Mireille Bauer: klokkenspel, marimba, xylofoon, percussie, gong
- Mike Howlett: zang, basgitaar

Met bijdragen van:
- Jorge Pinchevsky (viool)
- Steve Hillage (gitaar)
- Miquette Giraudy (zang)
- Sandy Colley (zang)

- MusicBrainz release group: 3c9d256f-c5a5-3bc0-8ee1-553f8f6afe2e